# Кнох, Август Вильгельм
Август Вильгельм Кнох (нем. August Wilhelm Knoch; 1742—1818) — немецкий энтомолог.
Профессор физики в Брауншвейге. Опубликовал «Beiträge zur Insektengeschichte» (3 т., Лейпциг, 1781—1783) и «Neue Beiträge zur Insektenkunde» (Лейпциг, 1801).

## Труды
- Beiträge zur Insectengeschichte. 3 Bände. Leipzig: Schwickert, 1781, 1782, 1783.
- Neue Beiträge zur Insectenkunde. Leipzig: Schwickert, 1801